# Brusson, Marne

Brusson este o comună în departamentul Marne, Franța. În 2009 avea o populație de 215 de locuitori.